# Oud kasteel van Vichte
Het oud kasteel van Vichte is een kasteel in Vichte, in West-Vlaanderen.

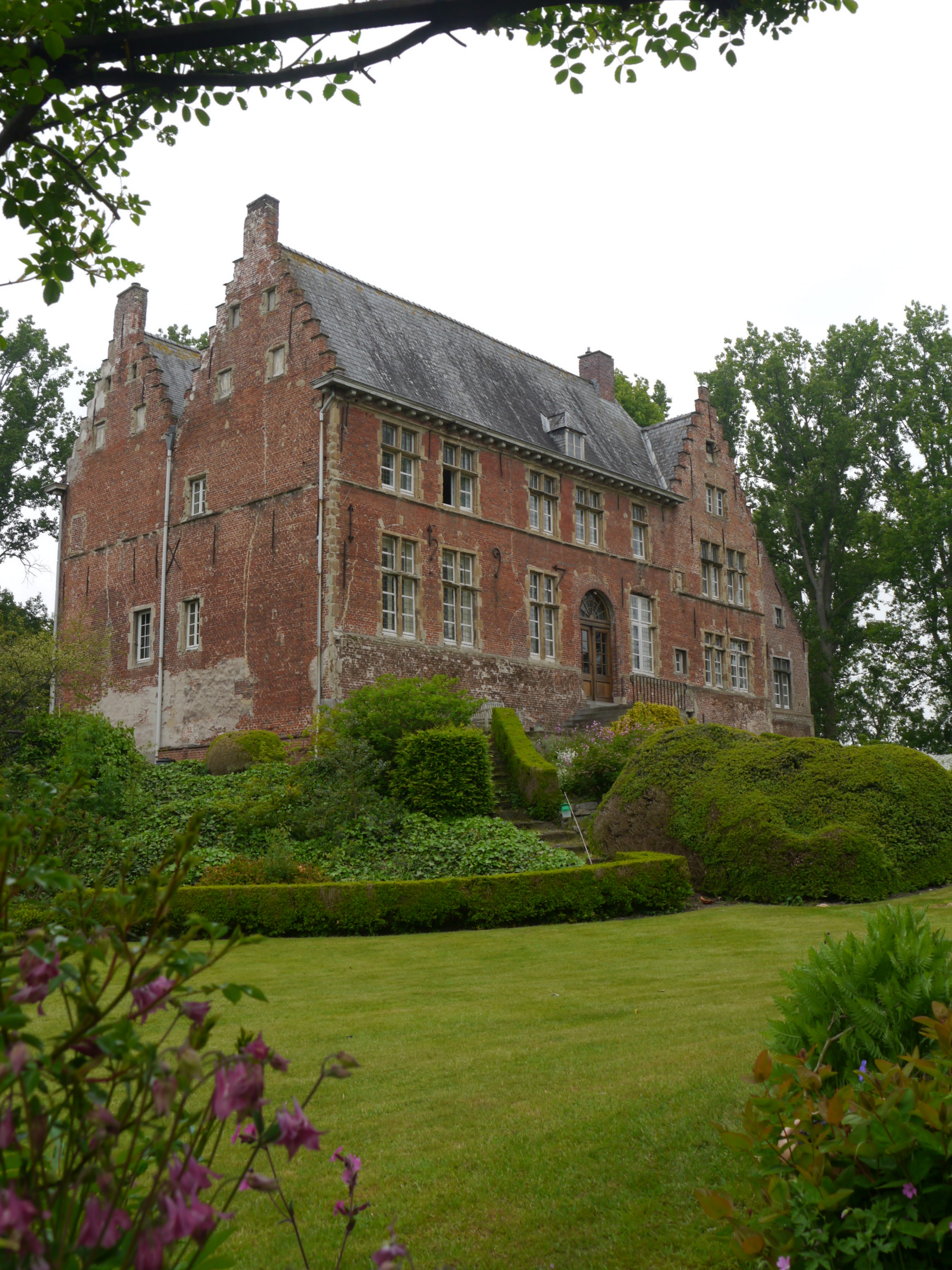
Oud kasteel van Vichte

In het begin van de 12de eeuw, kreeg Goswin, uit het huis van Petegem bij Oudenaarde, in de nabijheid van de Fifta of Vichtebeek, een leen van de graaf van Vlaanderen. Hij werd de eerste heer van Vichte en de stamvader van het adellijk geslacht "van der Vichte", dat tot omstreeks 1680 over de heerlijkheid zou blijven heersen. 
Goswin van der Vichte richtte een verblijf op voor zichzelf en een bidplaats voor hem en zijn onderdanen. Het gelijkvloers van dit gebouw, dat duidelijk een Romaanse invloed vertoont, bleef bewaard en wordt nu als kelderverdieping gebruikt. Het was aanvankelijk een woontoren op een motte, een aarden heuvel omringd door water en toegankelijk via een ophaalbrug. Een tweede omwalling sloot het neerhof af, dat over een tweede ophaalbrug kon worden bereikt. 
De grote schuur aan de zuidzijde van het neerhof werd opgericht rond 1500, zoals blijkt uit de ingemetselde wapenschilden van Vichte en Vichte-Wielant. De toegangspoort, geflankeerd door twee torentjes, is ouder en dateert waarschijnlijk uit de eerste helft van de 15de eeuw, toen Olivier van der Vichte heer van Vichte was. Ook de duiventoren moet uit deze tijd zijn. De woning op het neerhof werd opgericht in 1763, terwijl de magazijnen aan de zuidzijde dateren van 1859. Sedert 1682 woonde de heer van Vichte er niet meer en werden het kasteel en de heerlijkheid verhuurd. 
In 1777 verhuurde de Ph.-Th. de Fourneau, graaf van Cruquembourg en 30ste heer van Vichte, het kasteel aan Anselm-Louis-Joseph Morel, oud-schepen van Kortrijk. Morel liet het kasteel opknappen. Onder meer de fraai bepleisterde zolderingen zijn uit deze periode. 
Door financiële problemen was de allerlaatste heer van Vichte, Henri-Theodoor de Fourneau, genoodzaakt het kasteel en de bijhorende gronden (236 ha) in 1917 te verkopen, aan Jacques Meyers uit Zandhoven. Zelf zou deze er nooit wonen, maar hij liet dat over aan pachter Francies Verhaeghe. Die gebruikte het neerhof, terwijl het kasteel zelf lange tijd onbewoond bleef. Vermoedelijk vanaf 1853 werd het opgeknapt en door de familie Verhaeghe betrokken. 
Er waren ook nog andere gebouwen en een brouwerij, maar die werden in 1918 erg beschadigd en afgebroken. In hetzelfde jaar werd het volledige domein door de familie Werve-Meyers verkocht aan de familie Verhaeghe. Het kasteel werd bij Koninklijk Besluit van 4 mei 1973 als monument geklasseerd.
Het kasteel is privébezit en wordt bewoond door de familie Verhaeghe.

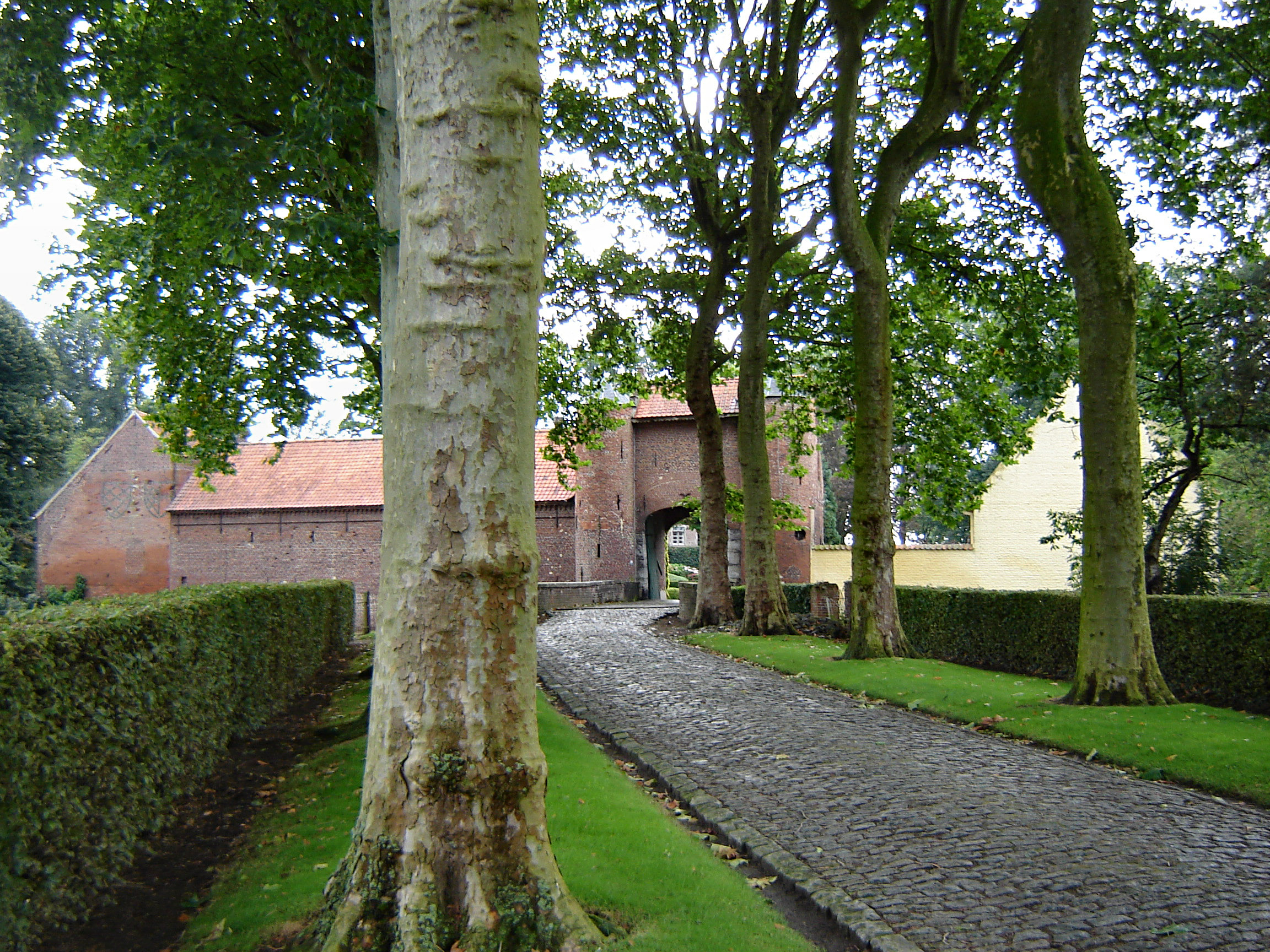
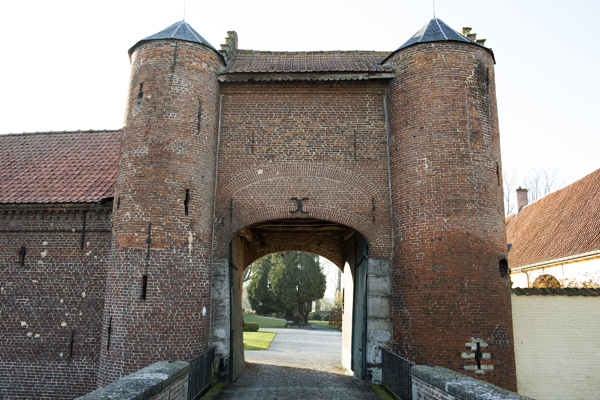
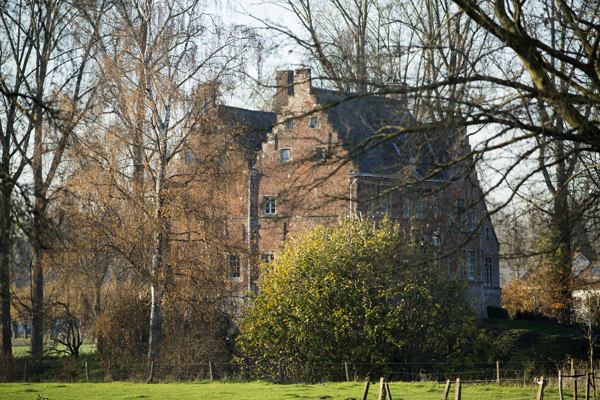
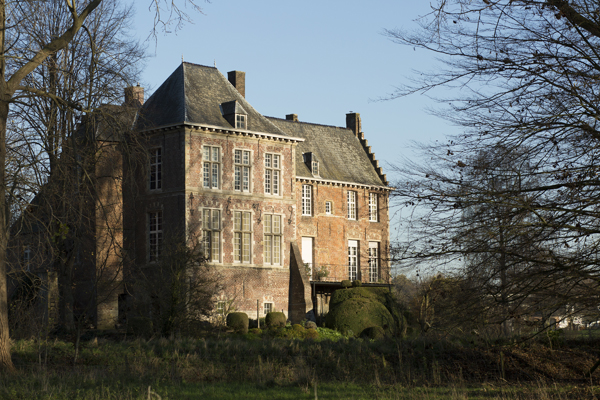